# Ванья (коммуна)
Ванья́ (фр. и окс. Vagnas) — коммуна во Франции, находится в регионе Рона — Альпы. Департамент коммуны — Ардеш. Входит в состав кантона Валлон-Пон-д’Арк. Округ коммуны — Ларжантьер.
Код INSEE коммуны — 07328.

## Население
Население коммуны на 2008 год составляло 518 человек.
| 1962 | 1968 | 1975 | 1982 | 1990 | 1999 | 2008 |
| ---- | ---- | ---- | ---- | ---- | ---- | ---- |
| 273  | 298  | 332  | 412  | 383  | 430  | 518  |

## Экономика
В 2007 году среди 330 человек в трудоспособном возрасте (15—64 лет) 220 были экономически активными, 110 — неактивными (показатель активности — 66,7 %, в 1999 году было 57,3 %). Из 220 активных работали 188 человек (105 мужчин и 83 женщины), безработных было 32 (16 мужчин и 16 женщин). Среди 110 неактивных 15 человек были учениками или студентами, 46 — пенсионерами, 49 были неактивными по другим причинам.

## Фотогалерея

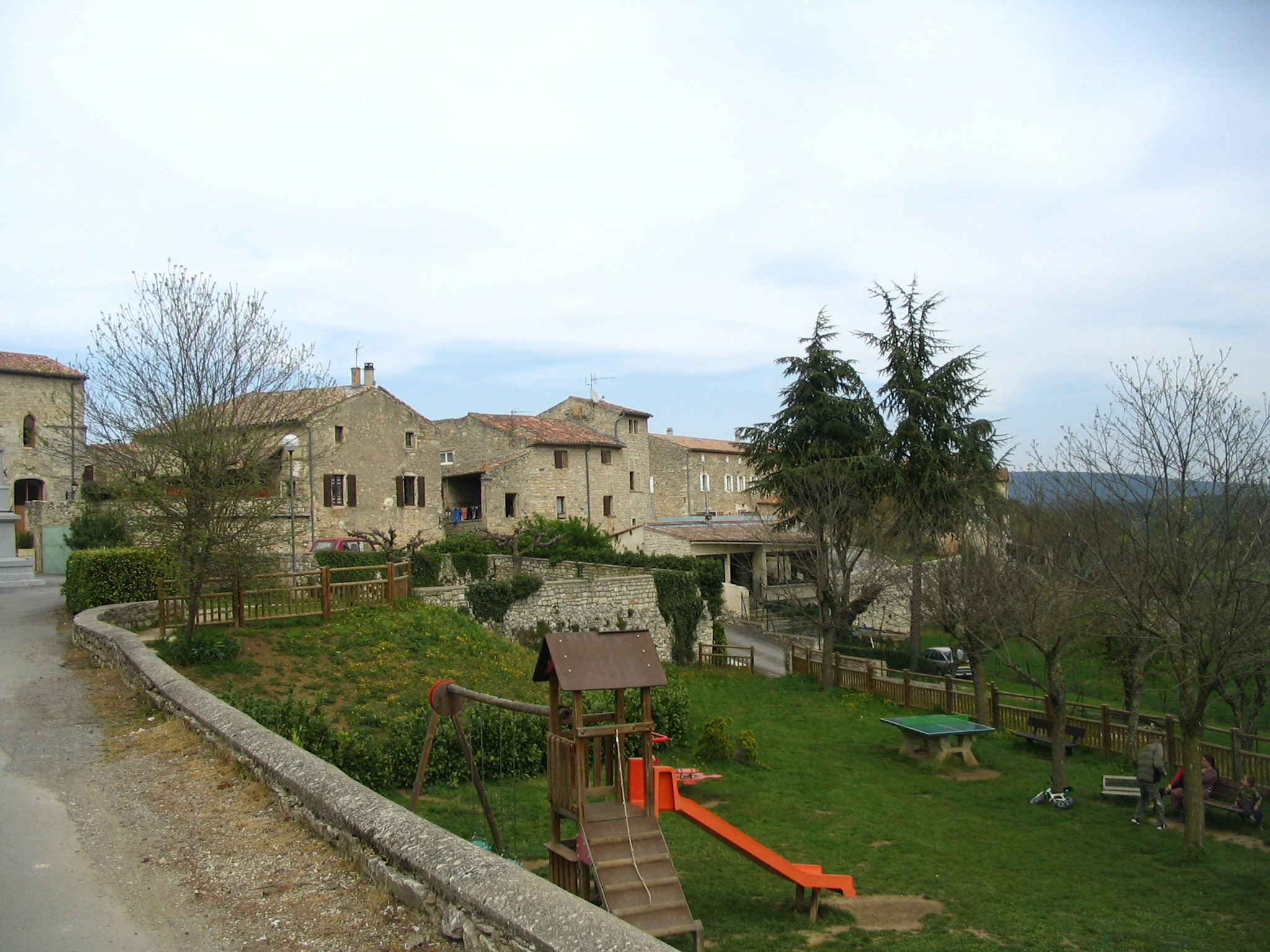
Ванья
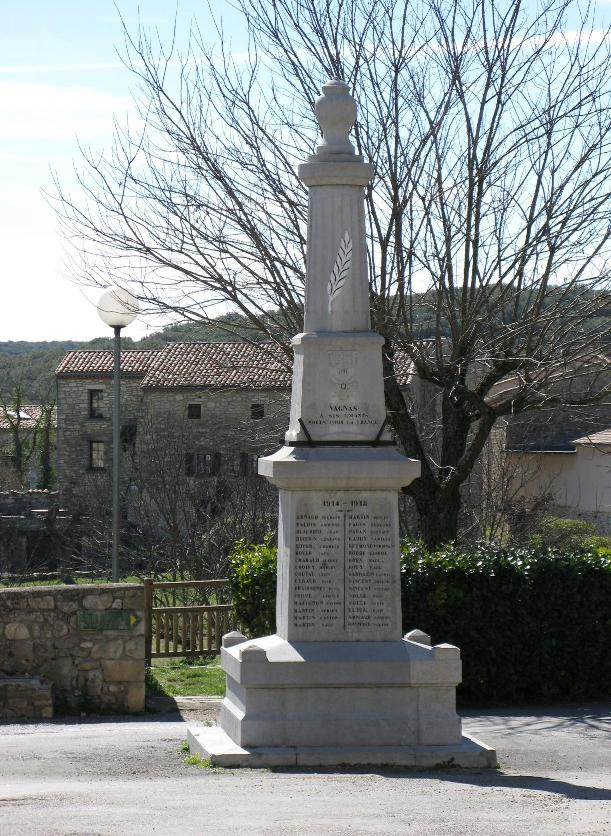
Памятник погибшим в Первой мировой войне
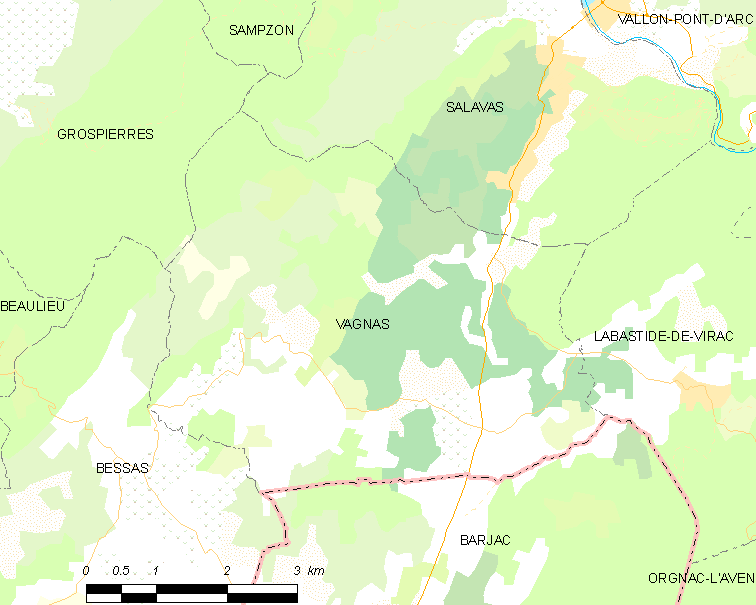
Карта коммуны